# 櫻桃電視台
樱桃電視台（日语：／ Sakuranbo Terebijon */?）是日本的一家以山形縣為播出地區的電視台。櫻桃電視台簡稱SAY，開播於1997年4月1日，和高知SunSun電視台並列為富士電視台聯播網（FNN·FNS）最後開播的成員。櫻桃電視台的呼出訊號為JOCY-DTV（數位電視），遙控器號碼是8頻道。電視台的名字源自於山形縣的特產水果櫻桃。櫻桃電視台是日本东北地方唯一沒有以地名命名的電視台。

## 資本構成
下表列出2021年3月31日時櫻桃電視台的主要股東:272：
| 資本金   | 每股價值   | 發行股份總數 | 股東數 |
| -------- | ---------- | ------------ | ------ |
| 10億日元 | 20,000日元 | 50,000股     | 62     |

| 股東           | 持股數   | 比例  |
| -------------- | -------- | ----- |
| 柿崎工務所     | 10,950股 | 21.9% |
| 山本製作所     | 07,500股 | 15.0% |
| 富士媒體控股   | 03,000股 | 06.0% |
| 新庄碎石工業所 | 02,200股 | 04.4% |
| 小國開發       | 02,000股 | 04.0% |
| 庄內銀行       | 02,000股 | 04.0% |
| 仙台放送       | 02,000股 | 04.0% |
| 山形縣         | 02,000股 | 04.0% |

## 歷史
富士電視系在山形縣的成員台原本是開播於1970年的山形電視台（YTS）:9。但在日本泡沫經濟時期，山形電視台因經營多元化失敗而陷入經營困境。這時以朝日電視台及朝日新聞社對山形電視台進行經營支援。山形電視台因此在1992年秋季對富士電視台宣告將在翌年退出富士電視網，加入以朝日電視台為中心的全日本新聞網（ANN），並在1993年4月1日正式實施:12。山形縣因此成為富士電視網的空白地帶，當地民眾無法收看大部分富士電視系的節目。
山形縣民在1993年夏季成立了「開設富士電視系的第四家民營電視台會（フジテレビ系民放第4局を作る会）」，通過徵集聯署等方式展開要求開設富士電視系新台的運動。作為回應，富士電視台亦同意在山形縣開設新台。山形縣政府和山形電視台加入富士電視網時期的主要贊助商亦積極合作。櫻桃電視台自1997年3月15日開始試播，並在同年4月1日和高知SunSun電視台在同一天開播，成為山形縣第四家商業電視台，亦是富士電視系最後開播的加盟台。
櫻桃電視台的商標和富士電視台的公司名標準字設計者同為馬場雄二。為節約開播時所需費用，櫻桃電視台在開播時僅有44名員工，並且將在東京和大阪的廣告營業業務外包給富士創意公司（FCC）。且櫻桃電視台在開播後至2009年的期間內並未設有攝影棚，僅在報道製作室內設有簡易的新聞播出設施。2009年，櫻桃電視台總部進行擴建，得以擁有攝影棚。
櫻桃電視台自2006年6月1日開始播出數位電視，並在2011年7月24日停止播出類比電視。2021年，週刊文春網站爆料櫻桃電視台存在職場霸凌。包括數名主播在內的眾多員工在短期間內接連辭職。

## 節目
櫻桃電視台現在主要的自製節目是週一至週五傍晚播出的新聞節目《News It! 山形》。每週六午間播出的《午間電視 山形Choice》則是櫻桃電視台主要的自製資訊節目，自2014年開始播出。

## 外部連結
- 官方網站 （页面存档备份，存于）
- 櫻桃電視台的Instagram帳戶
- 櫻桃電視台的Facebook專頁
- 櫻桃電視台的X（前Twitter）
- YouTube上的櫻桃電視台官方頻道